# Kutî, Busk
Kutî (în ucraineană Кути) este localitatea de reședință a comunei Kutî din raionul Busk, regiunea Liov, Ucraina.

## Demografie
Componența lingvistică a localității Kutî
     Ucraineană (99,37%)
     Alte limbi (0,63%)
Conform recensământului din 2001, majoritatea populației localității Kutî era vorbitoare de ucraineană (99,37%), existând în minoritate și vorbitori de alte limbi.